# 72.ª Brigada Mixta (Ejército Popular de la República)
La 72.ª Brigada Mixta fue una de las Brigadas Mixtas creadas por el Ejército Popular de la República para la defensa de la Segunda República española durante la guerra civil española. Estuvo presente en el Frente de Guadalajara, en el Frente de Huesca y en la Batalla del Ebro.

## Historial
Se formó en enero de 1937 en el frente de Guadalajara, al militarizarse en el sector de Cifuentes las Milicias Aragonesas, creadas en agosto de 1936, cuyos batallones “Aragón” “Marlasca”, “Alto Aragón” y “Zaragoza” pasaron a denominarse 285.º, 286.º, 287.º y 288.º, respectivamente. Para la jefatura de la Brigada fue nombrado el comandante de Infantería Jesús Valdés Oroz. El comisario era José Ignacio Mantecón Navasal y el jefe de Estado Mayor, el capitán de milicias Ernesto García Sánchez. La brigada fue asignada a la 12.ª División del coronel Lacalle, junto a las Brigadas Mixtas 48.ª, 49.ª, 50.ª y 71.ª. 
Participó en la batalla de Guadalajara, integrada en la 14.ª División de Cipriano Mera, distinguiéndose en la toma de Masegoso (20 de marzo). En junio de 1937, ya al mando del comandante de infantería Ángel Ramírez Rull, fue enviada al frente de Huesca y asignada a la 43.ª División junto a las Brigadas Mixtas 102.ª y 130.ª. En septiembre de 1937 asume la jefatura el mayor de milicias Antonio Beltrán Casaña. Tras producirse la ofensiva franquista de Aragón en marzo de 1938, la brigada quedó cercada en la Bolsa de Bielsa, donde logró resistir junto al resto de la División hasta el mes de junio. Logró escapar a Francia y regresar por la frontera catalana. 
Fue reorganizada en Gerona, al mando del mayor de milicias Vicente Amaro Cuervo García y participó en la Batalla del Ebro. A comienzos de 1939 permaneció estacionada en Tarragona y Barcelona, antes de cruzar la frontera francesa por Portbou a finales de enero.
Su órgano de comunicación fue la revista “Vida Nueva” desde febrero de 1937 (n.º 12), editada hasta entonces por las Milicias Aragonesas.

## Mandos
Comandantes en jefe
Durante toda la guerra en el mando de la Brigada se sucedieron:
- Comandante de infantería Jesús Valdés Oroz;
- Mayor de milicias Mariano Román Urquiri;
- Comandante de infantería Ángel Ramírez Rull;
- Mayor de milicias Antonio Beltrán Casaña.
- Mayor de milicias Vicente Amaro Cuervo García.

Comisarios
Como Comisarios de la Brigada actuaron:
- José Ignacio Mantecón Navasal, de Izquierda Republicana (IR);
- Eduardo Castillo Blasco, del PSOE;
- Román Pérez Funes, del PCE.